# Salvia desoleana
Salvia desoleana es una planta perenne de la familia de las lamiáceas. Es originaria de la isla de Cerdeña en el Mediterráneo. Es endémica de cuatro o cinco lugares específicos en la isla en lugares soleados en la piedra caliza, granito y roca ígnea. 

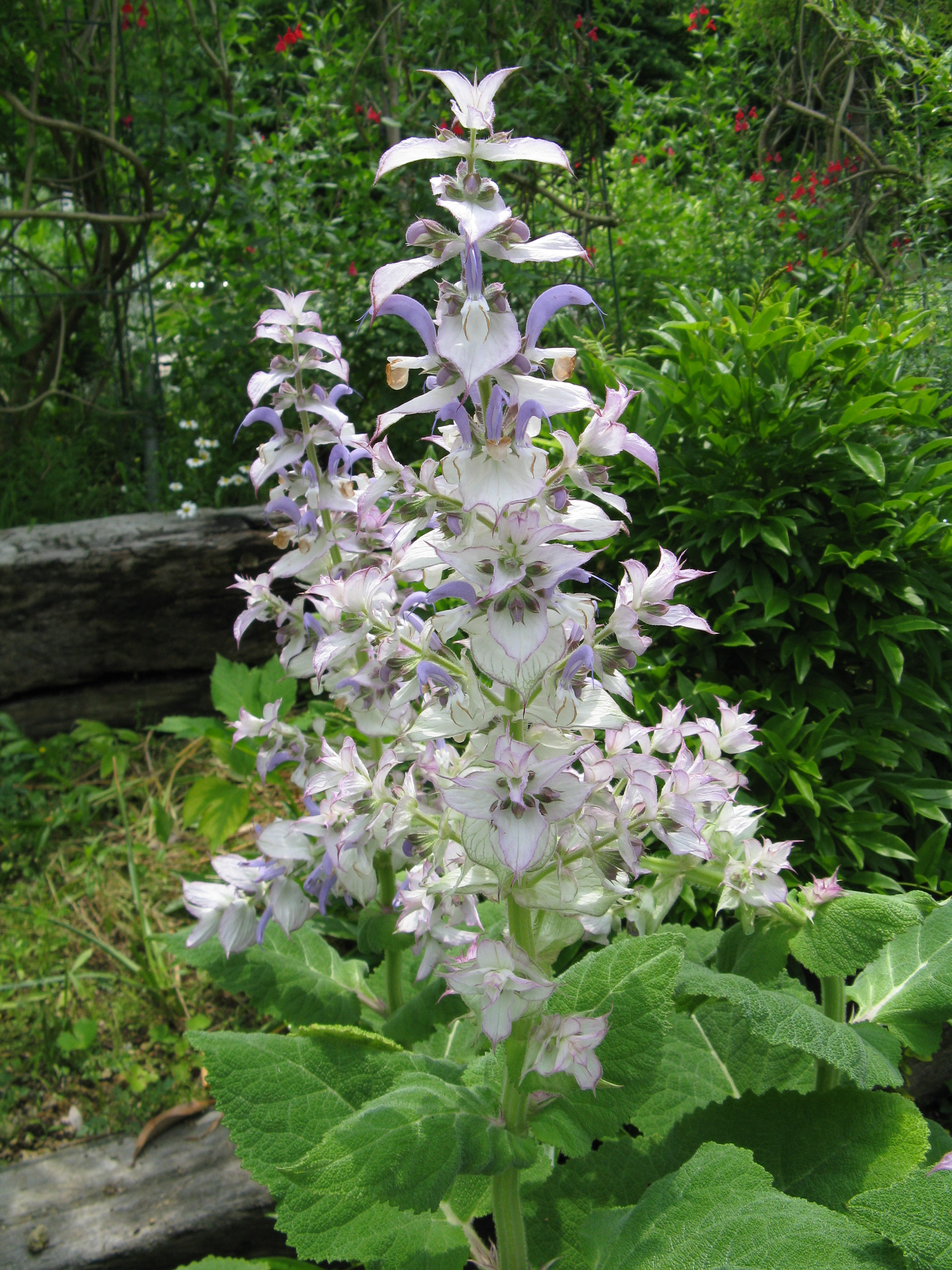
Inflorescencia

## Descripción
Es una planta de crecimiento bajo con raíces rizomatosas alargadas que crecen paralelas al suelo. Cada planta forma un montículo de 0.61 a .91 m de altura y 0,91 a 1,2 m de ancho. Las hojas aovadas crecen hasta los 200 mm de largo por 150 mm de ancho, con ambas superficies cubiertas de pelos y glándulas, liberando una fragancia fuerte, al ser aplastadas o cepilladas. Las inflorescencias son erectas de 0,30 m de altura con tallos peludos, con seis flores en espiral, cuyos cálices incluyen dos brácteas verdes frondosas. Las flores de 2'5 cm tienen un labio superior de color lavanda , y un labio inferior de color blanquecino.

## Propiedades
El interés de Salvia desoleana, con gran afinidad a Salvia sclarea, está dirigida principalmente al uso potencial del aceite esencial en las industrias químicas, farmacéutica y perfumería. El aceite esencial de esta especie son muy similar genéticamente a Salvia sclarea, contiene los mismos ingredientes activos: linalool, acetato de linalilo y, en los rastros, esclareol. Parte de la información indica un mayor rendimiento en aceite esencial, presumiblemente debido a la mayor intensidad del aroma que emana de Salvia desoleana.
Entre los estudios llevados a cabo con el aceite de esencial y reportado en la literatura, se citan la composición y la distribución en la planta, la posible aplicación como un componente de las drogas en odontoestomatología (presumiblemente como antiinflamatorio y suave antiséptico), la posible aplicación en técnicas manejo de plagas contra Varroa. Otros estudios se refieren en cambio el potencial para el desarrollo de una línea de técnicas de cultivo y la transformación y la multiplicación de la micropropagación .
Además de los usos como planta medicinal y aromática, la Salvia desoleana también se reconoce como planta ornamental, por el encanto y la elegancia de su follaje.

## Taxonomía
Salvia desoleana fue descrita por Atzei & V.Picci y publicado en Webbia 36: 72. 1982.
Etimología
Ver: Salvia
desoleana: epíteto otorgado en honor del botánico, Luigi Desole. 